# Sophonia longitudinalis
Sophonia longitudinalis är en insektsart som beskrevs av William Lucas Distant 1908. Sophonia longitudinalis ingår i släktet Sophonia och familjen dvärgstritar. Inga underarter finns listade i Catalogue of Life.